# Понир
Понир (серб. Понир / Ponir) — село в общине Баня-Лука Республики Сербской Боснии и Герцеговины. Данные переписи 2013 года в отношении села в настоящий момент засекречены.

## Население
По данным первых переписей населения, в селе проживало около 400 человек. Упоминались семьи Томич, Вишекруна, Чолич, Кучук, Сумоня.

## Образование
До 1969 года и последовавшего землетрясения в Баня-Луке в селе работала четырёхлетняя школа.